# Corrèze (rivière)
Pour les articles homonymes, voir Corrèze.
La Corrèze (Corresa en occitan) est une rivière française du Massif central, affluent rive gauche de la Vézère et sous-affluent de la Dordogne.
Elle donne son nom au département de la Corrèze qu'elle traverse.

## Géographie
La Corrèze prend sa source sur le plateau de Millevaches, dans le parc naturel régional de Millevaches en Limousin, à plus de 910 mètres d'altitude, au sud de la commune de Pérols-sur-Vézère, dans la partie nord de la forêt domaniale de Larfeuil.
Elle arrose successivement le département de la Corrèze, puis la préfecture, Tulle. Elle pénètre ensuite dans la plaine du bassin de Brive et arrose les villes de Malemort-sur-Corrèze et Brive-la-Gaillarde.
Elle conflue avec la Vézère en rive gauche, à 98 mètres d'altitude, en limite des communes de Saint-Pantaléon-de-Larche et d'Ussac, au nord du viaduc de la Vézère-Corrèze (qui supporte l'autoroute A89), quelques kilomètres à l'ouest de Brive-la-Gaillarde.
Avec 94,6 km, la Corrèze est le plus long affluent de la Vézère. Son bassin versant de 1 158 km2, entièrement inclus dans le département de la Corrèze, représente 20 % du territoire corrézien et près d'un tiers du bassin versant de la Vézère.
Outre le département, son nom se retrouve dans celui de trois communes : Les Angles-sur-Corrèze, Corrèze, et Malemort-sur-Corrèze, deux cantons : le canton de Corrèze et le canton de Malemort-sur-Corrèze et deux intercommunalités : les anciennes communautés de communes Ussel - Meymac - Haute-Corrèze et Tulle et Cœur de Corrèze.

### Affluents
Parmi les 73 affluents de la Corrèze répertoriés par le Sandre, les principaux sont, d'amont vers l'aval :
- la Dadalouze (rg)
- la Corrèze de Pradines (rd)
- la Vimbelle (rd)
- la Solane (rd)
- la Céronne (rd)
- la Saint-Bonnette ou la Montane (rg)
- la Roanne ou Rouanne (rg)
- la Couze (rd)
- la Loyre (rg)
- le ruisseau de Planchetorte (rg)
- le Maumont (rd)

### Hydrologie

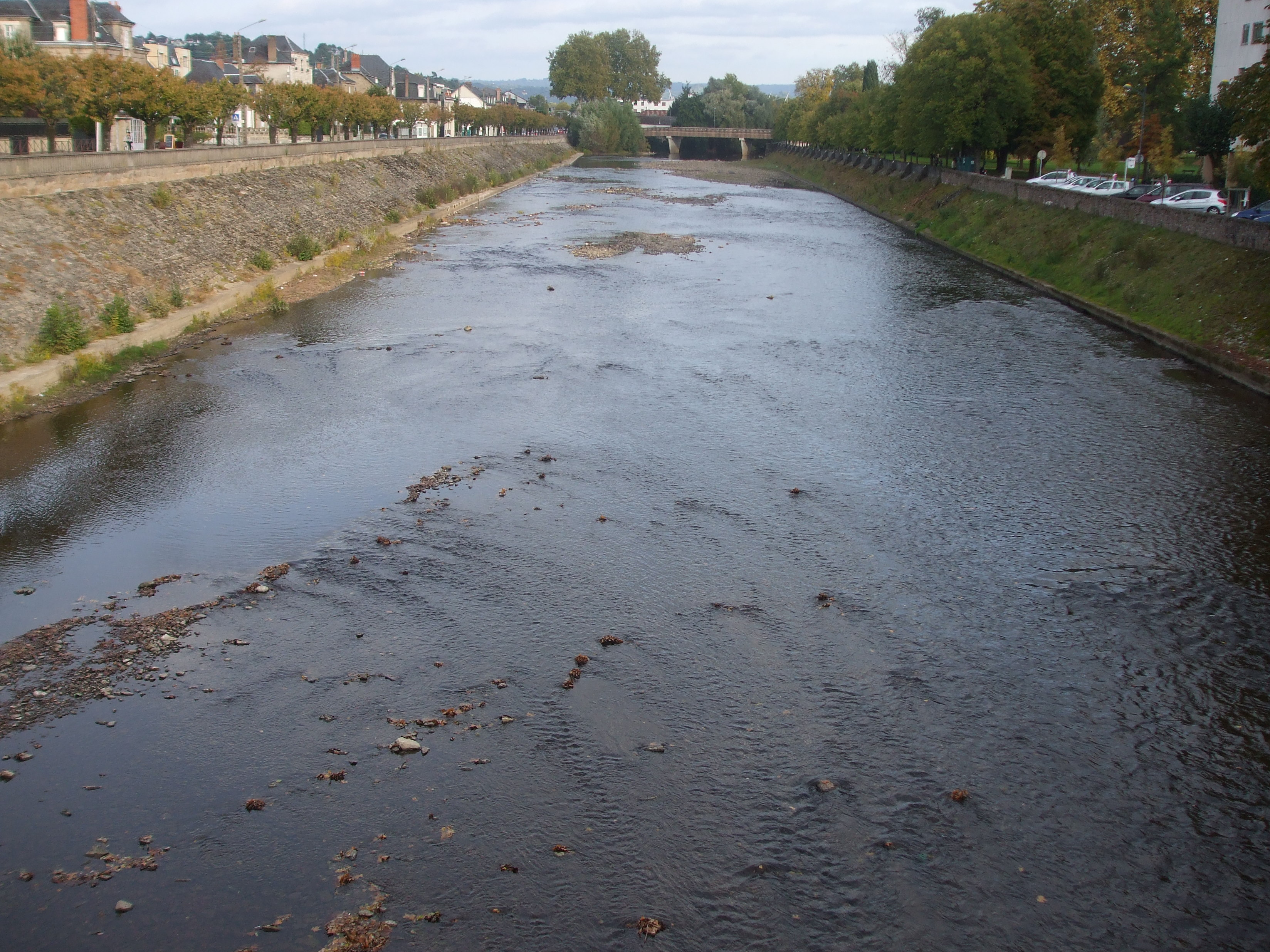
La Corrèze à Brive-la-Gaillarde.

La Corrèze est une rivière assez peu régulière, à l'instar de ses voisines dévalant des plateaux du haut Limousin, et notamment la Vézère. Son débit a été observé durant une période de 94 ans (1918-2011), à Brive-la-Gaillarde, ville la plus peuplée du département de la Corrèze située immédiatement en amont de son confluent avec la Vézère. La surface ainsi étudiée est de 947 km2, soit 82 % de la totalité du bassin versant de la rivière, le bassin du Maumont n'étant pas inclus dans la zone observée (module du Maumont : 2,76 m3/s).
Le module de la rivière à Brive-la-Gaillarde est de 21 m3/s.
La Corrèze présente des fluctuations saisonnières de débit bien marquées, comme c'est souvent le cas dans le bassin de la Dordogne. Les hautes eaux se déroulent en hiver et se caractérisent par des débits mensuels moyens allant de 27,1 à 36,5 m3/s, de décembre à avril inclus (avec un maximum assez net en janvier et surtout en février). À partir du mois d'avril, le débit baisse progressivement jusqu'aux basses eaux d'été. Celles-ci ont lieu de juin à septembre inclus, entraînant une  baisse du débit mensuel moyen jusqu'à 6,78 m3 au mois d'août, ce qui reste assez consistant. Mais les fluctuations peuvent être bien plus prononcées sur de courtes périodes ou selon les années.
À l'étiage, le VCN3 peut chuter jusque 1,3 m3, soit 1 300 litres par seconde, en cas de période quinquennale sèche, ce qui ne peut être considéré comme très sévère.
Les crues peuvent être importantes. Les QIX 2 et QIX 5 valent respectivement 210 et 290 m3/s. Le QIX 10 est de 350 m3/s, le QIX 20 de 400 m3, tandis que le QIX 50 se monte à 470 m3/s.
Le débit instantané maximal enregistré à Brive-la-Gaillarde a été de 527 m3/s le 6 juillet 2001, soit une hauteur de 4,68 mètres, et la valeur journalière maximale était de 610 m3/s le 4 octobre 1960. Si l'on compare ces deux crues à l'échelle des QIX de la rivière, on constate qu'elles excédaient tous les niveaux de crue calculés et envisagés. Il s'agissait là d'évènements exceptionnels, et particulièrement la crue de 1960.
La Corrèze est une rivière très abondante. La lame d'eau écoulée dans son bassin versant est de 703 millimètres annuellement, ce qui est plus de deux fois supérieur à la moyenne d'ensemble de la France (320 millimètres), ainsi qu'à la moyenne du bassin de la Garonne (384 millimètres au Mas-d'Agenais). C'est aussi nettement supérieur à la lame d'eau moyenne du bassin de la Dordogne (617 millimètres à Bergerac). Le débit spécifique (ou Qsp) atteint de ce fait le chiffre fort élevé de 22,2 litres par seconde et par kilomètre carré de bassin.

#### Crues, inondations
Les crues de la Corrèze sont violentes. Elles causent énormément de dégâts dans les villes et villages qu'elle traverse. Tulle, Malemort et Brive sont parmi les villes les plus régulièrement dévastées.
Il y a eu 74 crues recensées depuis la Révolution jusqu'en 1968. À Tulle, par exemple, de 1570 à la Révolution, on a recensé pas moins de 21 inondations (en incluant celles de la Solane).
- 16 et 17 juillet 1613
- 1818
- mai - juin 1856
- juin 1875 : à Tulle, le pont Charlat est emporté et le pont de Cornil est détruit[7].
- 1898 : à Tulle, la Solane emporte l'écluse de l'hôpital.
- 22 et 24 mars 1912
- septembre 1921 : l'usine à papier Cassard située au pont de la gare d'Aubazine est détruite[8]. La Corrèze atteint 3,56 m à Brive.
- 1er et 10 mars 1930
- 12 et 13 juillet 1932 : à Tulle, le pont de Cerice est emporté.
- 5 et 8 décembre 1944 : la Corrèze atteint 3,75 m à Tulle.
- 3-4 octobre 1960 : cette crue touche 132 communes. La Corrèze atteint 5,43 m à Tulle et 5,15 m à Brive.
- 18 avril 1964 : crues simultanées de la Vézère et de la Corrèze.
- 4 juillet 2001 : Tulle, Malemort et Brive sont inondées après des pluies diluviennes.
- 2004

### Département et communes traversés
À l'intérieur du département de la Corrèze, la Corrèze arrose 23 communes,, soit d'amont vers l'aval :
- Pérols-sur-Vézère (source)
- Bonnefond
- Saint-Yrieix-le-Déjalat
- Grandsaigne
- Chaumeil
- Sarran
- Vitrac-sur-Montane
- Corrèze
- Bar
- Les Angles-sur-Corrèze
- Naves
- Tulle
- Laguenne
- Sainte-Fortunade
- Chameyrat
- Cornil
- Aubazine
- Saint-Hilaire-Peyroux
- Dampniat
- Malemort-sur-Corrèze
- Brive-la-Gaillarde
- Ussac (confluent)
- Saint-Pantaléon-de-Larche (confluent)

## Monuments ou sites remarquables à proximité
- Le château de Bity à Sarran
- À Corrèze, la chapelle des Pénitents blancs, l'église Saint-Martial et la porte de ville
- Centrale hydroélectrique de Bar
- L'église Saint-Pierre de Naves et son retable
- Tulle et ses nombreux monuments
- Le château de la Morguie à Sainte-Fortunade
- L'église et les vestiges du château de Cornil
- L'abbaye Saint-Étienne à Aubazines
- À Malemort-sur-Corrèze, les tours du château de Breniges, l'église Saint-Xantin et l'ancien prieuré
- Brive-la-Gaillarde, les nombreux monuments de son centre historique dont la collégiale Saint-Martin